# Sepp Zellweger
Josef «Sepp» Robert Zellweger (* 19. September 1963 in Altstätten) ist ein ehemaliger Schweizer Kunstturner.

## Leben
Sepp Zellweger, geboren im Spital Altstätten, ist aufgewachsen in St. Margrethen mit zwei Geschwistern. Er verfolgte am Fernsehen die Olympischen Sommerspiele 1972 in München mit. Von den Erfolgen des St. Margrether Kunstturners Peter Rohner (6. Platz Pferdsprung) animiert, trat er kurze Zeit später der Jugendriege des STV St. Margrethen bei, in welcher auch Peter Rohner (Schweizer Meister 1971–1973) engagiert war. Gefördert vom amtierenden Schweizer Meister wurde er mit 11 Jahren bereits Schweizer Jugendmeister. Zellweger wechselte bald darauf zur Eidgenössischen Hochschule für Sport Magglingen. 1981 wurde der erstmals vergebene  Nachwuchspreis der Schweizer Sporthilfe Sepp Zellweger verliehen. Seine sportliche Laufbahn verlief gut, schon übertraf er seinen Mentor. Zellweger entwickelte sich zu einem der erfolgreichsten Sportler des Schweizer Turnsports und zählt heute zu den Legenden der Schweizer Sportwelt.
Zellweger studierte von 1986 bis 1992 Rechts- und Wirtschaftswissenschaften an der Universität Zürich (cand. iur.) und von 1995 bis 1996 Public Relations/Medien am SAWI in Biel/Zürich. Zwischen 2000 und 2001 studierte er Marketing/Kommunikation an der Universität St. Gallen.
Er war ab 2001 Mitglied der Direktion der Credit Suisse Group AG und ab 2007 Mitglied der Geschäftsleitung der Kundenstiftungen der Credit Suisse Group AG (Angaben gemäss Website des Bürger-Forums Bergdietikon).
Zellweger ist Chairman im Technischen Komitee des Welt-Universitätsportverbandes FISU (Fédération International du Sport Universitaire), Brüssel, und Ehrenmitglied im  St. Galler Turnverband (SGTV). Ab 2009 war er Mitglied der Finanzkommission von Bergdietikon.
Seit 2007 wohnt er in Bergdietikon.

## Leistungen
| Jahr | Austragungsort | Erfolge |
| ---- | -------------- | --- |
| 1984 | Los Angeles    | 5. Platz Mannschaftswettkampf, 8. Platz Pferdpauschen, 8. Platz Ringe 11. Platz Mehrkampf. Dies ist immer noch die beste Platzierung eines Schweizer Turners im Mehrkampf an Olympischen Spielen. |
| 1988 | Seoul          | 29. Platz Ringe, 31. Platz Mehrkampf, 31. Mehrkampf, 35. Platz Barren |

| Jahr | Austragungsort | Erfolge |
| ---- | -------------- | --- |
| 1981 | Moskau         | Jüngster Mehrkampf-Finalist weltweit |
| 1983 | Budapest       | Bester westlicher Turner |
| 1987 | Rotterdam      | 15. Platz Mehrkampf. Diese Platzierung hielt sich als bestes Resultat eines Schweizer Turners im Mehrkampf an Weltmeisterschaften bis ins Jahr 2005 (Niki Böschenstein 13. Platz; Andreas Schweizer erreichte 2003 in Anaheim ebenfalls den 15. Platz). |

| Jahr | Austragungsort | Erfolge                            |
| ---- | -------------- | ---------------------------------- |
| 1981 | Rom            | 12. Platz Mehrkampf                |
| 1983 | Warna          | Bronzemedaille Ringe               |
| 1985 | Oslo           | 4. Platz Ringe, 5. Platz Barren    |
| 1987 | Moskau         | 5. Platz Ringe und 8. Platz Barren |

| Jahr      | Austragungsort  | Erfolge                                            |
| --------- | --------------- | -------------------------------------------------- |
| 1982      | Bern            | Sieger Eidgenössischer Kunstturnertag              |
| 1984      | Winterthur      | Sieger Eidgenössisches Turnfest                    |
| 1986      | Rorschacherberg | Sieger Eidgenössischer Kunstturnertag              |
| 1979–1988 | div.            | 24facher Schweizer Meister in diversen Disziplinen |

## Weitere Erfolge
- 1987 Barcelona: Europacup-Sieger am Boden
- Auftritte: Beim Super-10-Kampf für die Schweizer Sporthilfe zeigte er seinen Kampfgeist, er musste sich trotz seiner Körpergrösse von unter 1,60 Metern selbst unter Konkurrenten wie Kugelstoss-Weltmeister Werner Günthör (2,00 Meter) nicht verstecken.

## Trivia
- Die an den Ringen geturnte Figur «Deltchev» wird in der Schweizer Turner-Szene auch «Zellweger» genannt
- Sepp Zellweger wurde in seiner aktiven Zeit mehrfach als «Bester Turner der westlichen Welt» bezeichnet
- Die «Legende» Sepp Zellweger wird heute noch für «David-gegen-Goliath»-Vergleiche in der Schweizer Sportberichterstattung herangezogen.[3]